# Sachalin III
Sachalin III ist ein Projekt zur Förderung von Erdgas und Kondensat östlich der Insel Sachalin im Pazifischen Ozean in Russland. Die Fördergebiete liegen weiter vom Land entfernt als bei Sachalin II.

## Geschichte
Im Jahr 1993 wurden Lizenzen für die Blöcke Ajaschski, Kirinski und Ost-Odoptu an die US-Firmen ExxonMobil, Mobil und Texaco vergeben. Nach neuen gesetzlichen Bestimmungen in Russland mussten diese 2004 von dem Projekt zurücktreten. Die Rechte erhielt das russische Unternehmen Gazprom, für den Block Weninski das Unternehmen Rosneft. Dieses gründete dafür das Tochterunternehmen Wenineft, an dem Rosneft einen Anteil von 74,9 % behielt und das chinesische Unternehmen Sinopec 25,1 %.
2013 wurde das erste Gas aus dem Feld Kirinskoje gefördert.

## Förderung
| Block      | Öl und Kondensat (in Mio. t) | Erdgas (in Mrd. m³) |
| ---------- | ---------------------------- | ------------------- |
| Kirinski   | 453                          | 720                 |
| Ost-Odoptu | 070                          | 030                 |
| Aijaschski | 097                          | 037                 |
| Weninski   | 088                          | 578                 |

Das Erdgas wird durch eine Pipeline über Chabarowsk bis nach Wladiwostok transportiert.